# سفارة أذربيجان في ماليزيا
سفارة أذربيجان في ماليزيا هي أرفع تمثيل دبلوماسي لدولة أذربيجان لدى ماليزيا. تقع السفارة في وهي تهدف لتعزيز المصالح الأذربيجانية في ماليزيا.

## وصلات خارجية
- قائمة سفارات أذربيجان
- قائمة السفارات في ماليزيا